# Sommarfavoriter
Sommarfavoriter släpptes den 26 maj 2004 och är ett samlingsalbum av det svenska dansbandet Flamingokvintetten. Sångerna bildar ett konceptalbum, där alla har sommar som tema.

## Låtlista
1. Lata dagar med dig
2. Sommarparty
3. Kärleksbrev i sanden
4. Itsy Bitsy Teenie Weenie
5. När syrenerna blommar där hemma
6. På stranden
7. Jag önskar att det alltid vore sommar
8. Ditt leende är sommaren för mig
9. Hawaiis vita sand
10. Våran sommar
11. Sommaren det hände
12. Här bor sommaren
13. Under ekars djupa grönska
14. Sommar'n 68
15. Vår sommardröm
16. Solen
17. Smultron och tång
18. En oslipad pärla i sanden
19. Där näckrosen blommar
20. När sommar'n flyr